# جريدة غزة الأسبوعية
جريدة غزة الأسبوعية هي جريدة أسبوعية كانت تصدر من مدينة غزة بفلسطين. أسسها وترأس تحريرها الحاج خميس سعيد أبوشعبان عام 1950 وصدر عددها الأول بتاريخ 6 يونيو 1951، كانت تطبع في حي الزيتون في مدينة غزة في مطبعة أبوشعبان، وهي تتألف من ثمان صفحات من القطع المتوسط تناولت فيها القضايا المحلية والإعلانات التجارية، وكانت توزّع في الأردن والسعودية ومصر.
توقفت عن الصدور عام 1967 مع الاحتلال الإسرائيلي لغزة، وبعد الاحتلال رفضت إدارة الصحيفة الاستمرار بالنشر احتجاجاً على منع إدخال الصحف المصرية إلى قطاع غزة.

## وصلات خارجية
- وزارة الإعلام الفلسطينية
- الهيئة العامة للاستعلامات الفلسطينية